# 9115 Battisti
9115 Battisti eller 1997 DG är en asteroid i huvudbältet som upptäcktes den 27 februari 1997 av de båda italienska astronomerna Francesco Manca och Piero Sicoli vid Sormano-observatoriet. Den är uppkallad efter italienske sångaren Lucio Battisti.
Asteroiden har en diameter på ungefär 6 kilometer.